# Битва при Антиохии (613)
Битва при Антиохии произошла в 613 году за пределами Антиохии (нынешняя Турция), между византийской армией во главе с императором Ираклием I и персидской армией Сасанидов под командованием генералов шахиншаха Хосрова II Парвиза — Шахина и Шахрбараза в рамках Ирано-византийской войны (602—628). Персидская армия смогли удержаться на недавно захваченной византийской территории. Эта победа открыла путь для дальнейшего продвижения Сасанидов в Левант и Анатолию. Победа Сасанидов в этой битве позволит им сохранить те области, которые во время Ирано-византийской войны (572—591) были покорены Византией.

## История
Начиная с 610 года, под командованием персидских генералов Шахрбараза и Шахина, персидская армия завоевала контролируемые Византией территории в Месопотамии (современный Ирак и Курдистан) и на Кавказе. Византийская империя не могла оказать большого сопротивления вторгшимся персам, а самому Ираклию I требовалось время для реализации ряда внутренних инициатив, чтобы собрать необходимые средства и войска для возобновления войны против Хосрова II, шахиншаха Сасанидской Империи. В следующем году, продолжая свой успех, персидские войска захватили Сирию и Восточную Анатолию, захватив христианские города, такие как Антиохия и Дамаск. По общему мнению, персидская армия не могла продвинуться дальше византийской территории, в Центральную Анатолию, не столкнувшись с централизованно собранной восточной римской армией.
В ответ на внезапную потерю территории на восточной границе Ираклий организовал боеспособную армию и двинулся на Антиохию. Однако его контратака была решительно разбита в 613 году под Антиохией. В заданном сражении римские позиции полностью рухнули и общий разгром византийской армии привел к легкой победе Шарбараза и Шахина.

## Последствия
Сасаниды систематически грабили город, депортировали его жителей и убили патриарха. Среди раненых в битве был Тихик, византийский солдат и будущий просветитель армянского эрудита Анания Ширакаци.
Победа в битве при Антиохии гарантировала персам сохранение контроля над недавно захваченной византийской территорией. Это был серьёзный психологический удар по византийцам, которые блокировали сухопутные пути из Анатолии в Палестину, Сирию и Египет. Кроме того, разбитая армия Ираклия и Никиты также была разделена надвое: Ираклий и Феодор отступили на север, а Никита — на юг. Первая часть безуспешно пыталась удержать оборону у Киликийских ворот в горах Тавр, и Никита также не смог остановить продвижение персидской армии во главе с Шахрбаразом в Палестину и Сирию. В ближайшее десятилетие сасанидские войска проникли глубже на византийскую территорию. Иерусалим и вся Палестина пали перед Шахрбаразом во время Осады Иерусалима в 614 году, в то время как Шахин предпринял дальнейшие вторжения в Центральную и Западную Анатолию, а персидская экспансия достигла своего апогея с успешной осадой Александрии весной 619 года во время завоевание Египта, что привело к её аннексии.
Коран упоминает эту битву в 30-й главе, которая была ниспослана вскоре после битвы, Сурат ар-Рум. В ней Аллах упоминает, что «римляне [византийцы] потерпели поражение. В соседней стране; но они скоро одержат победу — через несколько лет. Повеление Аллаха до и после; и в тот день верующие возрадуются»[Коран 30: 2-4]. Многобожники Мекки высмеивали мусульман из-за этого Пророчества, поскольку шансы на то, что это произойдет, были мрачными. Абу Бакр заключил пари с Убаем ибн Халафом на десять верблюдов, что пророчество сбудется в течение трех лет, позже пари было пересмотрено с десяти до ста верблюдов и продолжительности с трех до девяти лет, то есть Если римляне победят персов менее чем за девять лет, Убай заплатит Абу Бакру сто верблюдов и наоборот. В конце концов, византийцы победили персов девять лет спустя в битве при Иссе в 622 году, исполнив пророчество, сделанное в Коране, и, следовательно, Абу Бакр победил, но к тому времени ставки были запрещены в Исламе, поэтому ему пришлось раздавать свои достижения в качестве благотворительности. Этот случай мусульмане называют ещё одним Чудом Корана.